# Deoli, Maharashtra
Deoli är en ort i Indien. Den ligger i distriktet Wardha och delstaten Maharashtra, i den centrala delen av landet, 900 km söder om huvudstaden New Delhi. Deoli ligger 257 meter över havet och antalet invånare är 16 685.
Terrängen runt Deoli är mycket platt. Runt Deoli är det ganska tätbefolkat, med 230 invånare per kvadratkilometer. Närmaste större samhälle är Wardha, 15,8 km nordost om Deoli. Trakten runt Deoli består till största delen av jordbruksmark.